# Vilia, Șumsk
Vilia (în ucraineană Вілія) este localitatea de reședință a comunei Vilia din raionul Șumsk, regiunea Ternopil, Ucraina.

## Demografie
Componența lingvistică a localității Vilia
     Ucraineană (99,51%)
     Alte limbi (0,49%)
Conform recensământului din 2001, majoritatea populației localității Vilia era vorbitoare de ucraineană (99,51%), existând în minoritate și vorbitori de alte limbi.